# Motion Picture Sound Editors
Il Motion Picture Sound Editors (MPSE nella forma abbreviata) è un'organizzazione specialistica no-profit statunitense, costituita da esperti di montaggio sonoro e che ha lo scopo di promuoverne lo sviluppo e la notorietà. Annualmente, la società assegna riconoscimenti noti come Golden Reel Awards, ossia statuette raffiguranti una figura alata che sorregge un frammento di pellicola, che premiano migliori montaggi sonori di ambito cinematografico e televisivo.

## Golden Reel Awards
L'associazione è stata fondata nel 1953, nel medesimo anno in cui ha dato inizio alle cerimonie di premiazione dei Golden Reel Awards. I vincitori del premio sono selezionati tra montatori, esperti di sonoro ed autori di mixaggi
Alcune delle categorie premiate sono:
- Miglior montaggio sonoro in un lungometraggio (Outstanding Achievement in Sound Editing – Feature Underscore) (dal 1954)
- Miglior montaggio sonoro negli effetti sonori (Outstanding Achievement in Sound Editing – Sound Effects and Foley for Feature Film) (dal 1974)
- Miglior montaggio sonoro in un lungometraggio straniero (Outstanding Achievement in Sound Editing – Sound Effects, Foley, Dialogue and ADR for Foreign Language Feature Film) (dal 1985)
- Miglior montaggio sonoro in un lungometraggio d'animazione (Outstanding Achievement in Sound Editing – Sound Effects, Foley, Dialogue and ADR for Animated Feature Film) (dal 1986)